# Arrière-garde

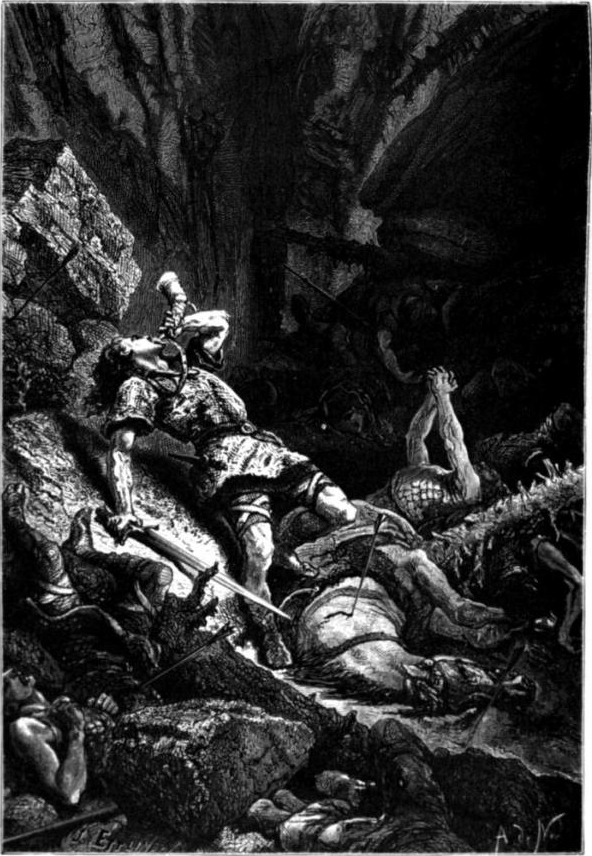
Roland, à la bataille du Col de Roncevaux (778), sonnant son cor pour alerter Charlemagne, mais quand le reste de l'armée arrive, il est trop tard pour secourir l'arrière-garde, Roland est déjà mort. L'arrière-garde, de retour de Saragosse, est détruite. Bataille devenue célèbre par le récit épique de la Chanson de Roland. Gravure d'Alphonse de Neuville, 1883.

Une arrière-garde est un groupe d'unités destiné à se déplacer après l'armée pour :
- contenir un ennemi lors du repli de l'armée le temps qu'elle se mette en sécurité
- contenir un ennemi ayant contourné l'armée le temps qu'elle puisse intervenir en ordre de bataille.

Afin de répondre à ces missions, une arrière-garde est souvent constituée de troupes expérimentées disposant d'une forte cohésion et d'un bon moral.